# Pier Paolo Partenio
Pier Paolo Partenio (Macerata, 6 febbraio 1993) è un pallavolista italiano, palleggiatore del Sarroch.

## Carriera

### Club
La carriera di Pier Paolo Partenio, figlio di Cesar e fratello di Laura, anch'essi pallavolisti, inizia nelle giovanili della Lube, nel 2003: successivamente, con la stessa società viene aggregato alle formazioni che disputano campionati minori, precisamente in quello 2009-10 alla formazione che disputa la Serie D, in quello 2010-11 in Serie C e nella stagione 2011-12 in Serie B2. L'annata 2012-13 inizia con il passaggio all'ADS Appignano Volley, in Serie B1: tuttavia poco dopo viene richiamato alla Lube per giocare il resto della stagione in prima squadra, in Serie A1.
Per il campionato 2013-14 si accasa al Piacenza, sempre in massima serie, con cui si aggiudica la Coppa Italia. Nella stagione 2014-15 viene ingaggiato dal Potentino di Potenza Picena, in Serie A2, conquistando la promozione in Superlega: resta legato al club di Potenza Picena anche per l'annata successiva, nonostante la decisione della società di continuare a militare nella serie cadetta.
Passa al Molfetta, in Superlega, per la stagione 2016-17, mentre in quella 2017-18 veste la maglia della Trentino. Per il campionato 2018-19 torna nuovamente alla Lube, sempre nella massima divisione, ma nell'ottobre 2018 passa al Macerata nel campionato cadetto.
Nella stagione 2019-20 difende i colori del Potentino, in Serie A3, stessa categoria dove milita nella stagione successiva ma con il Pineto. Per il campionato 2021-22 ritorna nella massima divisione firmando per la Callipo, ma già per l'annata successiva fa ritorno in serie cadetta, ingaggiato dal Motta, in serie A2, dove rimane solo per metà stagione, trasferendosi alla Virtus Fano, in Serie A3.
Per la stagione 2024-25 torna nel campionato cadetto, ingaggiato dal Tricolore, per poi accettare l'offerta del Sarroch per l'annata 2025-26, in Serie A3.

### Nazionale
A partire dal 2011 fa parte delle nazionali giovanili italiane: nell'under 19 nel 2011, nell'under 20 nel 2012 e nell'under 21 nel 2013, con la quale ottiene la medaglia di bronzo al campionato mondiale di categoria. Nel 2013 esordisce in quella maggiore con cui vince la medaglia d'oro ai XVII Giochi del Mediterraneo.

## Palmarès

### Club
- Coppa Italia: 1

2013-14

### Nazionale (competizioni minori)
- Giochi del Mediterraneo 2013
- Campionato mondiale under 21 2013